# Észak-Korea az 1980. évi nyári olimpiai játékokon
Észak-Korea a szovjetunióbeli Moszkvában megrendezett 1980. évi nyári olimpiai játékok egyik részt vevő nemzete volt. Az országot az olimpián 8 sportágban 47 sportoló képviselte, akik összesen 5 érmet szereztek.

## Érmesek
| Érem  | Versenyző                    | Sportág    | Versenyszám        |
| ----- | ---------------------------- | ---------- | ------------------ |
| Ezüst | Csang Szehong (Jang Se-hong) | Birkózás   | Szabadfogás, 48 kg |
| Ezüst | Ri Hophjong (Li Ho-Pyong)    | Birkózás   | Szabadfogás, 57 kg |
| Ezüst | Ho Bongcshol (Ho Bong-Chol)  | Súlyemelés | 52 kg              |
| Bronz | Ri Bjonguk (Ri Byeong-uk)    | Ökölvívás  | Papírsúly          |
| Bronz | Hang Gjongsi (Han Gyong-Si)  | Súlyemelés | 52 kg              |

## Atlétika
Férfi
| Versenyző                         | Versenyszám | Eredmény | Helyezés |
| --------------------------------- | ----------- | -------- | -------- |
| Ko Cshunszon (Koh Chun-Son)       | Maraton     | 2:20:08  | 27.      |
| Ri Dzsonghjong (Li Jong-Hyung)    | Maraton     | 2:21:10  | 29.      |
| Cshö Cshangszop (Choe Chang-seop) | Maraton     | 2:22:42  | 33.      |

## Birkózás
Szabadfogású
| Versenyző                        | Versenyszám | 1. forduló                             | 2. forduló                               | 3. forduló                          | 4. forduló                      | 5. forduló                           | 6. forduló        | Döntő | Helyezés |
| Versenyző                        | Versenyszám | Ellenfél Eredmény                      | Ellenfél Eredmény                        | Ellenfél Eredmény                   | Ellenfél Eredmény               | Ellenfél Eredmény                    | Ellenfél Eredmény | Ellenfél Eredmény                                                                                           | Helyezés |
| -------------------------------- | ----------- | -------------------------------------- | ---------------------------------------- | ----------------------------------- | ------------------------------- | ------------------------------------ | ----------------- | --- | -------- |
| Csang Szehong (Jang Se-hong)     | 48 kg       | Gombyn Khishigbaatar (MGL) · kétvállas | Mohammed Qassim Jabbar (IRQ) · kétvállas | Mohammad Aktar (AFG) · kétvállas    | Claudio Pollio (ITA) · kizárták | Jan Falandys (POL) · 13–8            |                   | Hozott eredmény · Claudio Pollio (ITA) · kizárták · 1. mérkőzés · Szergej Kornyilajev (URS) · kétvállas     |          |
| Csang Dongnjong (Jang Dok-Ryong) | 52 kg       | Kumar Ashok (IND) · 7–12               | Mark Dunbar (GBR) · 37–2                 | Mohammad Aynutdin (AFG) · kétvállas | Nermedin Szelimov (BUL) · 6–16  | kiesett                              | kiesett           | kiesett | 5.       |
| Ri Hophjong (Li Ho-Pyong)        | 57 kg       | Cris Brown (AUS) · kétvállas           | Amrik Singh Gill (GBR) · kétvállas       | Wiesław Kończak (POL) · 9–5         | Aurel Neagu (ROU) · 10–3        | Szergej Beloglazov (URS) · kétvállas |                   | Hozott eredmény · Szergej Beloglazov (URS) · kétvállas · 1. mérkőzés · Dugarsürengiin Oyuunbold (MGL) · 7–7 |          |

## Cselgáncs
| Versenyző                      | Versenyszám | Csoport | 32-es főtábla                  | Nyolcaddöntő                    | Negyeddöntő             | Elődöntő                    | Vigaszág negyeddöntő | Vigaszág elődöntő | Bronz- mérkőzés             | Döntő             | Helyezés |
| Versenyző                      | Versenyszám | Csoport | Ellenfél Eredmény              | Ellenfél Eredmény               | Ellenfél Eredmény       | Ellenfél Eredmény           | Ellenfél Eredmény    | Ellenfél Eredmény | Ellenfél Eredmény           | Ellenfél Eredmény | Helyezés |
| ------------------------------ | ----------- | ------- | ------------------------------ | ------------------------------- | ----------------------- | --------------------------- | -------------------- | ----------------- | --------------------------- | ----------------- | -------- |
| Ko Hjong (Ko Hyong)            | Légsúly     | A       | Rafael González (MEX) · GY     | Ronny Sanabria (CRC) · GY       | Kincses Tibor (HUN) · V | kiesett                     |                      |                   |                             |                   | 11.      |
| Kim Bjonggun (Kim Byong-Gun)   | Könnyűsúly  | B       | Djillali Ben Brahim (ALG) · GY | Molnár Károly (HUN) · GY        | Ezio Gamba (ITA) · V    |                             |                      |                   | Christian Dyot (FRA) · V    |                   | 7.       |
| Pak Csongcshol (Pak Jong-Chol) | Középsúly   | B       | Peter Seisenbacher (AUT) · GY  | Mihalache Toma (ROU) · V        | kiesett                 | kiesett                     |                      |                   |                             |                   | 13.      |
| Kim Mjonggju (Kim Myong-Gyu)   | Nehézsúly   | B       | erőnyerő                       | Osvaldo Simões Filho (BRA) · GY | Varga Imre (HUN) · GY   | Dimitar Zaprjanov (BUL) · V |                      |                   | Radomir Kovačević (YUG) · V |                   | 5.       |
| Kim Mjonggju (Kim Myong-Gyu)   | Nyílt       | B       | Szerhij Novikov (URS) · V      | kiesett                         | kiesett                 | kiesett                     |                      |                   |                             |                   | 15.      |

## Íjászat
| Versenyző                       | Versenyszám  | 1. forduló | 1. forduló | 2. forduló | 2. forduló | Összesítés | Összesítés |
| Versenyző                       | Versenyszám  | Pont       | Hely.      | Pont       | Hely.      | Pont       | Helyezés   |
| ------------------------------- | ------------ | ---------- | ---------- | ---------- | ---------- | ---------- | ---------- |
| Kim Gjedzsong (Kim Gye-Jong)    | Férfi egyéni | 1203       | 14.        | 1128       | 26.        | 2331       | 22.        |
| O Gvangszun (O Gwang-Sun)       | Női egyéni   | 1195       | 5.         | 1206       | 4.         | 2401       | 5.         |
| Szok Cshangszuk (Sok Chang-Suk) | Női egyéni   | 1119       | 18.        | 1150       | 16.        | 2269       | 17.        |

## Ökölvívás
| Versenyző                     | Versenyszám  | Selejtező         | 32-es főtábla                    | Nyolcaddöntő                    | Negyeddöntő                     | Elődöntő                   | Döntő             | Helyezés |
| Versenyző                     | Versenyszám  | Ellenfél Eredmény | Ellenfél Eredmény                | Ellenfél Eredmény               | Ellenfél Eredmény               | Ellenfél Eredmény          | Ellenfél Eredmény | Helyezés |
| ----------------------------- | ------------ | ----------------- | -------------------------------- | ------------------------------- | ------------------------------- | -------------------------- | ----------------- | -------- |
| Ri Bjonguk (Ri Byeong-uk)     | Papírsúly    |                   | Henryk Pielesiak (POL) · 3:2     | Gilberto Sosa (MEX) · 3:2       | Dumitru Şchiopu (ROU) · 4:1     | Samil Szabirov (URS) · 0:5 | kiesett           |          |
| Cso Rjonsik (Jo Ryon-Sik)     | Légsúly      |                   | Amala Dass (IND) · 5:0           | Armando Guevara (VEN) · 4:1     | Hugh Russell (IRL) · 2:3        | kiesett                    | kiesett           | 5.       |
| Ku Jongdzso (Gu Yeong-jo)     | Pehelysúly   | erőnyerő          | Krzysztof Kosedowski (POL) · 0:5 | kiesett                         | kiesett                         | kiesett                    | kiesett           | 17.      |
| Csong Dzsoung (Jong Jo-Ung)   | Könnyűsúly   |                   | Rabani Ghulam (AFG) · RSC        | Viktor Gyemjanyenko (URS) · 0:5 | kiesett                         | kiesett                    | kiesett           | 9.       |
| Rju Bunhva (Ryu Bun-Hwa)      | Kisváltósúly |                   | Bishnu Malakar (NEP) · RSC       | José Aguilar (CUB) · 1:4        | kiesett                         | kiesett                    | kiesett           | 9.       |
| Csang Bongmun (Jang Bong-Mun) | Középsúly    |                   | erőnyerő                         | Jesús Cabeza (VEN) · KO         | José Gómez Mustelier (CUB) · KO | kiesett                    | kiesett           | 5.       |

## Sportlövészet
Nyílt
| Versenyző                    | Versenyszám           | Pont | Helyezés |
| ---------------------------- | --------------------- | ---- | -------- |
| Jun Cshangho (Yun Chang-Ho)  | Gyorstüzelő pisztoly  | 588  | 19.      |
| Szo Gilszan (So Gil-San)     | Gyorstüzelő pisztoly  | 594  | 9.       |
| Szo Gilszan (So Gil-San)     | Szabadpisztoly        | 565  | 4.       |
| Kim Dzsidzsong (Kim Ji-Jong) | Szabadpisztoly        | 551  | 18.      |
| Kim Dzsunszop (Kim Jun-Sop)  | Sportpuska, fekvő     | 593  | 20.      |
| Kim Gjongho (Kim Gyong-Ho)   | Sportpuska, fekvő     | 592  | 25.      |
| Kim Donggil (Kim Dong-Gil)   | Sportpuska, összetett | 1153 | 11.      |
| Ri Hodzsun (Li Ho-Jun)       | Sportpuska, összetett | 1153 | 11.      |
| Cso Szongnam (Jo Song-Nam)   | Futócéllövészet       | 576  | 9.       |
| Han Inszuk (Han In-Sok)      | Futócéllövészet       | 574  | 11.      |
| Kim Dzsunho (Kim Jun-Ho)     | Skeet                 | 188  | 28.      |
| Kim Hvadzsong (Kim Hwa-Jong) | Skeet                 | 185  | 33.      |

## Súlyemelés
| Versenyző                       | Versenyszám | Szakítás | Szakítás | Lökés    | Lökés    | Összesen | Helyezés |
| Versenyző                       | Versenyszám | Eredmény | Helyezés | Eredmény | Helyezés | Összesen | Helyezés |
| ------------------------------- | ----------- | -------- | -------- | -------- | -------- | -------- | -------- |
| Ho Bongcshol (Ho Bong-Chol)     | 52 kg       | 110,0    | 1.       | 135,0    | 2.       | 245,0    |          |
| Hang Gjongsi (Han Gyong-Si)     | 52 kg       | 110,0    | 1.       | 135,0    | 2.       | 245,0    |          |
| Jang Ijong (Yang Eui-Yong)      | 56 kg       | 112,5    | 5.       | 150,0    | 2.       | 262,5    | 5.       |
| Cshö Dzsongszop (Choe Jong-Sop) | 56 kg       | 105,0    | 8.       | 137,5    | 10.      | 242,5    | 9.       |
| Ri Gvangdzsu (Li Gwang-Ju)      | 67,5 kg     | 125,0    | 11.      | 155,0    | 12.      | 280,0    | 13.      |

## Torna
Férfi
| Versenyző | Versenyszám      | Selejtező | Selejtező | Döntő    | Döntő    |
| Versenyző | Versenyszám      | Pontszám  | Helyezés  | Pontszám | Helyezés |
| --- | ---------------- | --------- | --------- | -------- | -------- |
| Han Gvangszong (Han Gwang-Song) | Talaj            | 18,70     | 36.       | kiesett  | kiesett  |
| Han Gvangszong (Han Gwang-Song) | Ugrás            | 18,60     | 57.       | kiesett  | kiesett  |
| Han Gvangszong (Han Gwang-Song) | Korlát           | 19,00     | 24.       | kiesett  | kiesett  |
| Han Gvangszong (Han Gwang-Song) | Nyújtó           | 17,45     | 64.       | kiesett  | kiesett  |
| Han Gvangszong (Han Gwang-Song) | Gyűrű            | 18,35     | 44.       | kiesett  | kiesett  |
| Han Gvangszong (Han Gwang-Song) | Lólengés         | 17,70     | 55.       | kiesett  | kiesett  |
| Han Gvangszong (Han Gwang-Song) | Egyéni összetett | 109,80    | 49.       | 112,350  | 26.      |
| Kang Gvangszong (Kang Gwang-Song) | Talaj            | 18,60     | 42.       | kiesett  | kiesett  |
| Kang Gvangszong (Kang Gwang-Song) | Ugrás            | 19,00     | 41.       | kiesett  | kiesett  |
| Kang Gvangszong (Kang Gwang-Song) | Korlát           | 18,75     | 40.       | kiesett  | kiesett  |
| Kang Gvangszong (Kang Gwang-Song) | Nyújtó           | 18,30     | 44.       | kiesett  | kiesett  |
| Kang Gvangszong (Kang Gwang-Song) | Gyűrű            | 18,05     | 55.       | kiesett  | kiesett  |
| Kang Gvangszong (Kang Gwang-Song) | Lólengés         | 17,00     | 62.       | kiesett  | kiesett  |
| Kang Gvangszong (Kang Gwang-Song) | Egyéni összetett | 109,70    | 52.       | 112,300  | 27.      |
| Kim Gvangdzsin (Kim Gwang-Jin) | Talaj            | 18,50     | 43.       | kiesett  | kiesett  |
| Kim Gvangdzsin (Kim Gwang-Jin) | Ugrás            | 18,95     | 46.       | kiesett  | kiesett  |
| Kim Gvangdzsin (Kim Gwang-Jin) | Korlát           | 18,90     | 32.       | kiesett  | kiesett  |
| Kim Gvangdzsin (Kim Gwang-Jin) | Nyújtó           | 17,50     | 63.       | kiesett  | kiesett  |
| Kim Gvangdzsin (Kim Gwang-Jin) | Gyűrű            | 19,40     | 12.       | kiesett  | kiesett  |
| Kim Gvangdzsin (Kim Gwang-Jin) | Lólengés         | 16,55     | 65.       | kiesett  | kiesett  |
| Kim Gvangdzsin (Kim Gwang-Jin) | Egyéni összetett | 109,80    | 49.       | 54,900   | 36.      |
| Csho Hun (Cho Hun) | Talaj            | 17,60     | 64.       | kiesett  | kiesett  |
| Csho Hun (Cho Hun) | Ugrás            | 18,05     | 63.       | kiesett  | kiesett  |
| Csho Hun (Cho Hun) | Korlát           | 19,00     | 24.       | kiesett  | kiesett  |
| Csho Hun (Cho Hun) | Nyújtó           | 18,00     | 56.       | kiesett  | kiesett  |
| Csho Hun (Cho Hun) | Gyűrű            | 18,70     | 33.       | kiesett  | kiesett  |
| Csho Hun (Cho Hun) | Lólengés         | 17,55     | 59.       | kiesett  | kiesett  |
| Csho Hun (Cho Hun) | Egyéni összetett | 108,90    | 57.       | kiesett  | kiesett  |
| Szong Szunbong (Song Sun-Bong) | Talaj            | 18,80     | 30.       | kiesett  | kiesett  |
| Szong Szunbong (Song Sun-Bong) | Ugrás            | 19,00     | 41.       | kiesett  | kiesett  |
| Szong Szunbong (Song Sun-Bong) | Korlát           | 17,15     | 62.       | kiesett  | kiesett  |
| Szong Szunbong (Song Sun-Bong) | Nyújtó           | 18,20     | 49.       | kiesett  | kiesett  |
| Szong Szunbong (Song Sun-Bong) | Gyűrű            | 18,25     | 50.       | kiesett  | kiesett  |
| Szong Szunbong (Song Sun-Bong) | Lólengés         | 17,20     | 60.       | kiesett  | kiesett  |
| Szong Szunbong (Song Sun-Bong) | Egyéni összetett | 108,60    | 60.       | kiesett  | kiesett  |
| Ri Szugil (Li Su-Gil) | Talaj            | 18,10     | 55.       | kiesett  | kiesett  |
| Ri Szugil (Li Su-Gil) | Ugrás            | 18,80     | 51.       | kiesett  | kiesett  |
| Ri Szugil (Li Su-Gil) | Korlát           | 18,40     | 53.       | kiesett  | kiesett  |
| Ri Szugil (Li Su-Gil) | Nyújtó           | 18,05     | 53.       | kiesett  | kiesett  |
| Ri Szugil (Li Su-Gil) | Gyűrű            | 18,30     | 47.       | kiesett  | kiesett  |
| Ri Szugil (Li Su-Gil) | Lólengés         | 16,65     | 64.       | kiesett  | kiesett  |
| Ri Szugil (Li Su-Gil) | Egyéni összetett | 108,30    | 61.       | kiesett  | kiesett  |
| Csho Hun (Cho Hun) Han Gvangszong (Han Gwang-Song) Kang Gvangszong (Kang Gwang-Song) Kim Gvangdzsin (Kim Gwang-Jin) Ri Szugil (Li Su-Gil) Szong Szunbong (Song Sun-Bong) | Csapat összetett |           |           | 551,35   | 9.       |

Női
| Versenyző | Versenyszám      | Selejtező | Selejtező | Döntő    | Döntő    |
| Versenyző | Versenyszám      | Pontszám  | Helyezés  | Pontszám | Helyezés |
| --- | ---------------- | --------- | --------- | -------- | -------- |
| Cshö Dzsongsil (Choe Jong-Sil) | Talaj            | 18,30     | 44.       | kiesett  | kiesett  |
| Cshö Dzsongsil (Choe Jong-Sil) | Ugrás            | 19,20     | 29.       | kiesett  | kiesett  |
| Cshö Dzsongsil (Choe Jong-Sil) | Felemás korlát   | 18,35     | 43.       | kiesett  | kiesett  |
| Cshö Dzsongsil (Choe Jong-Sil) | Gerenda          | 19,00     | 25.       | kiesett  | kiesett  |
| Cshö Dzsongsil (Choe Jong-Sil) | Egyéni összetett | 74,85     | 39.       | 74,775   | 19.      |
| Sin Mjongok (Sin Myong-Ok) | Talaj            | 18,25     | 45.       | kiesett  | kiesett  |
| Sin Mjongok (Sin Myong-Ok) | Ugrás            | 18,35     | 45.       | kiesett  | kiesett  |
| Sin Mjongok (Sin Myong-Ok) | Felemás korlát   | 17,75     | 55.       | kiesett  | kiesett  |
| Sin Mjongok (Sin Myong-Ok) | Gerenda          | 18,15     | 45.       | kiesett  | kiesett  |
| Sin Mjongok (Sin Myong-Ok) | Egyéni összetett | 72,50     | 46.       | 72,300   | 24.      |
| Kang Mjongszuk (Kang Myong-Suk) | Talaj            | 17,80     | 50.       | kiesett  | kiesett  |
| Kang Mjongszuk (Kang Myong-Suk) | Ugrás            | 18,50     | 43.       | kiesett  | kiesett  |
| Kang Mjongszuk (Kang Myong-Suk) | Felemás korlát   | 17,70     | 57.       | kiesett  | kiesett  |
| Kang Mjongszuk (Kang Myong-Suk) | Gerenda          | 18,35     | 43.       | kiesett  | kiesett  |
| Kang Mjongszuk (Kang Myong-Suk) | Egyéni összetett | 72,35     | 47.       | 69,275   | 34.      |
| Kim Cshunszon (Kim Chun-Son) | Talaj            | 18,05     | 46.       | kiesett  | kiesett  |
| Kim Cshunszon (Kim Chun-Son) | Ugrás            | 18,05     | 51.       | kiesett  | kiesett  |
| Kim Cshunszon (Kim Chun-Son) | Felemás korlát   | 17,80     | 54.       | kiesett  | kiesett  |
| Kim Cshunszon (Kim Chun-Son) | Gerenda          | 17,50     | 57.       | kiesett  | kiesett  |
| Kim Cshunszon (Kim Chun-Son) | Egyéni összetett | 71,40     | 51.       | kiesett  | kiesett  |
| Cshö Mjonghi (Choi Myong-Hui) | Talaj            | 17,80     | 50.       | kiesett  | kiesett  |
| Cshö Mjonghi (Choi Myong-Hui) | Ugrás            | 18,20     | 47.       | kiesett  | kiesett  |
| Cshö Mjonghi (Choi Myong-Hui) | Felemás korlát   | 17,40     | 60.       | kiesett  | kiesett  |
| Cshö Mjonghi (Choi Myong-Hui) | Gerenda          | 17,80     | 51.       | kiesett  | kiesett  |
| Cshö Mjonghi (Choi Myong-Hui) | Egyéni összetett | 71,20     | 53.       | kiesett  | kiesett  |
| Ro Oksil (Lo Ok-Sil) | Talaj            | 17,80     | 50.       | kiesett  | kiesett  |
| Ro Oksil (Lo Ok-Sil) | Ugrás            | 17,35     | 60.       | kiesett  | kiesett  |
| Ro Oksil (Lo Ok-Sil) | Felemás korlát   | 17,95     | 50.       | kiesett  | kiesett  |
| Ro Oksil (Lo Ok-Sil) | Gerenda          | 17,40     | 58.       | kiesett  | kiesett  |
| Ro Oksil (Lo Ok-Sil) | Egyéni összetett | 70,50     | 58.       | kiesett  | kiesett  |
| Cshö Dzsongsil (Choe Jong-Sil) Sin Mjongok (Sin Myong-Ok) Kang Mjongszuk (Kang Myong-Suk) Kim Cshunszon (Kim Chun-Son) Cshö Mjonghi (Choi Myong-Hui) Ro Oksil (Lo Ok-Sil) | Csapat összetett |           |           | 364,05   | 8.       |